# Strei

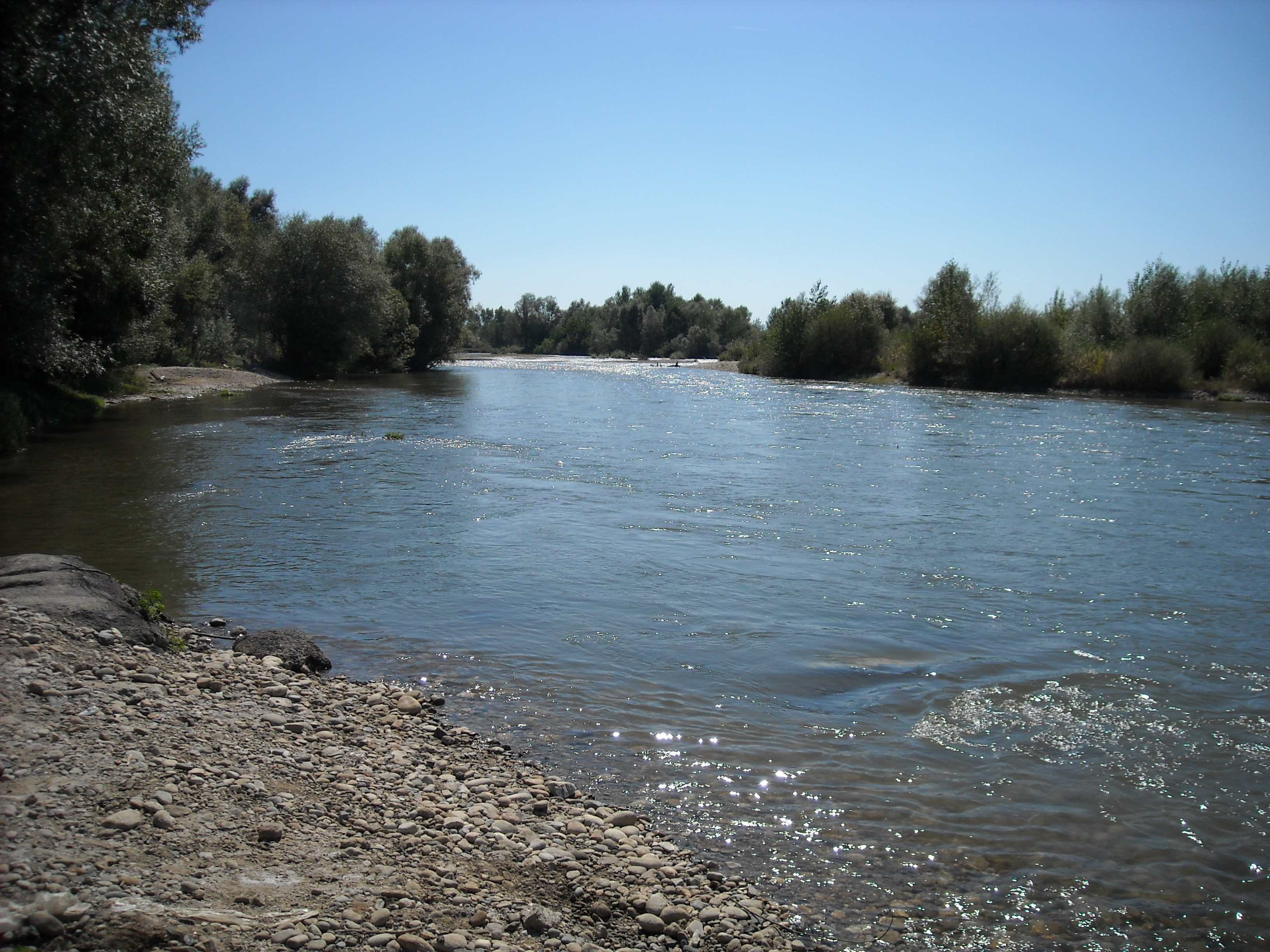
Il corso del fiume Strei, nei pressi di Simeria.

Lo Strei (in magiaro Sztrigy; in tedesco Strell) è un fiume della Romania, tributario del Mureș. È identificato con il fiume dacico che gli antichi Romani indicavano con Sargetia (o Sargesia).
Inizia il suo corso alla confluenza delle sorgenti Pârâul Cald e Pârâul Rovinei. Il tratto superiore del suo corso, a monte del villaggio di Baru è anche conosciuto come Râul Petros
Il fondo del suo letto nascondeva il tesoro di Decebalo, scoperto poi dai Romani dopo la conquista della Dacia ad opera di Traiano. Il suo nome è stato erroneamente associato al ritrovamento, avvenuto nel XVI secolo, di un cospicuo tesoro di kosoni, enigmatica coniazione aurea attribuita al re Coson.